# Вирши
Ви́рши (от лат. versus — стих, пол. wiersz, укр. вірш, бел. верш) — один из видов стиха духовного, а затем и светского содержания, развивавшийся сначала в Польше, затем на Украине и в Белоруссии с конца XVI до начала XVIII века, а после перешедший и в русскую литературу (конец XVII—XVIII века). Ранние восточнославянские вирши носили тонический характер, впоследствии под польским влиянием стали силлабическими, и этот термин стал ассоциироваться прежде всего с силлабикой. Впоследствии в разговорном русском языке слово «вирши» приобрело пренебрежительное значение — «плохие стихи», что, возможно, связано с отходом русской поэзии от силлабики в 1730-х гг. и, соответственно, с отношением к этим текстам как к несовершенным.

## Ранние украинские вирши
К самым ранним из дошедших до нас относятся: вирши на герб князя Острожского, написанные Герасимом Смотрицким, его же «Предисловие к читателям Острожской библии» (1581), «Хронология» Андрея Римши (1581), его же стихи в «Сборнике» братьев Мамоничей (1585), в Литовском статуте (1586) и в «Апостоле» тех же Мамоничей (1591), затем «Лямент дому княжат Острожских» (1603) и другие.
Литературная форма виршей возникла сначала под влиянием правил греческой метрики, — сюда относятся своеобразные попытки изданной во Львове в 1591 году грамматики «Адельфотес», а также «Грамматики» Лаврентия Зизания (1596) и Мелетия Смотрицкого (1619) (см. Метрическое стихосложение); затем, под влиянием польского силлабического стиха, вирши приняли силлабический характер.
Как стихи вирши характеризуются, с одной стороны, обязательным наличием рифмы, а с другой — значительной свободой ритма, и свободой в числе слогов и в расположении ударений напоминают украинские думы, возникшие под их несомненным и непосредственным влиянием, что отчасти сближает их с рифмованной прозой.
Соизмеримость стиховых единиц виршей осуществлялась путём выравнивания их по константам — конечным ударениям; совпадая в правой своей константной части, вирши выравнивают различие в силлабическом и тоническом строении своей левой части.

## Силлабическая поэзия на Украине
Позднее в этом стихе развивается постоянная цезура, колебания в числе слогов значительно сокращаются, расположение ударений сводится к небольшому числу тонических конфигураций (что и определяет силлабическую урегулированность), и постепенно он переходит в обычный силлабический стих.
Аналогичным образом протекало и развитие польского силлабического стиха, только ко времени Кохановского (1530—1584) достигшего характерной для него равносложности.
Носителями виршевой поэзии являлись преимущественно учителя и ученики духовных школ и разного рода духовные лица, избиравшие темами виршей обычно религиозные события. Многие из этих виршей были собраны позднее в «Богогласнике», изданном в Почаевской лавре (1790). Позднее, наряду с духовными, развились и светские вирши, имевшие характер бытовой или сатирический; были вирши и характера исторического (например вирши о Богдане Хмельницком, «Разговор Великороссии с Малороссией» С. Дивовича и ряд других).
Будучи чисто книжного происхождения (хотя и испытывая влияние народной словесности), вирши в своё время однако сыграли значительную культурную роль. Во многих случаях они были непосредственно связаны с чисто народной литературой; так ряд исторических виршей перешёл в народные «думы» (например вирши о Богдане Хмельницком); многие вирши перешли в народную «лирную» поэзию; сюда же относится развитие многих праздничных песен («вірші різдвяні й великодні») и тому подобное. Несомненно также известное влияние виршей на первые произведения новой украинской литературы — «Энеиду» Котляревского.

## Русские вирши
В русской литературе возникновение виршей связывалось обыкновенно с именем Симеона Полоцкого (1629—1680), однако вирши встречаются и в более раннем периоде, что позволяет отодвинуть появление их в России к самому началу XVII века; уже в повести 1606 года, известной под названием «Иное сказание», встречается ряд отрывков, по построению восходящих к типу виршей; находятся такие же отрывки и в других повестях того времени у авторов, вышедших из состава братии Сергиевской лавры (связанной с Украиной), опиравшихся в своих опытах не только на украинские вирши, но и на народную поэзию, в которой (за вычетом элемента музыкальности, как раз в это время снижавшегося среди образованных слоёв населения (см. Стихосложение народное)) налицо были и силлабическая свобода, и тоническая неурегулированность, и выравнивание по константам, и спорадически возникавшая рифма, и т. п.
С этой точки зрения влияние польского и украинского стиха представляется только сопутствующим моментом в образовании русских виршей, возникавших в связи с общим движением, начавшимся в XVII века (которое ещё Пыпин характеризовал как «эпоху поисков новых форм», в частности поэтических), вызванным значительными культурно-экономическими сдвигами этого периода.
Испытав в своём возникновении воздействие народной поэзии, вирши позднее, в свою очередь, оказывали на неё влияние, вирши несомненно воздействовали на строение раёшника, а также на такие, например, произведения, написанные стихом тонического типа, как «Роман в стихах» (изданного Сиповским в его «Русских повестях XVII—XVIII веков»), «История о царе Давиде» (напечатанная в «Памятниках русской драматической литературы эпохи Петра Великого» академиком Перетца, 1903) и др.
Помимо Симеона Полоцкого, среди русских поэтов-виршеписцев стоит назвать таких поэтов как Сильвестр Медведев, Карион Истомин, Феофан Прокопович, Мардарий Хоныков, а также, позднее, уже в XVIII веке, Антиох Кантемир, создававших различные произведения в жанре силлабической поэзии.
Во второй половине XX века в научный оборот были введены неизвестные и малоизвестные тексты, воссоздающие картину первоначального этапа в истории русской письменной поэзии. Благодаря изданию антологии "Виршевая поэзия (первая половина XVII века)" широкий читатель смог познакомиться с творчеством Антония Подольского, Авраамия Палицына, Семена Шаховского, Михаила Татищева и других (в том числе анонимных) авторов, а также представителей "Приказной школы стихотворства".

## Примеры
- Фрагмент "Слова 5-го. О пиянстве и о блуде" Антония Подольского: Вся злая и нелепая от него совершаются,  а пияный человек аки во тьме шатается  и вне ума своего бывает,  а естественнаго своего ума не отбывает, -  ходит умом своим яко тмою помрачен.  Зло убо, воистину зло, иже кто таковому деянию обучен!
- Фрагмент «епикграммы» Андрея Римши на герб Льва Сапеги:

 Въсе можем своим оком лацно обачыти.
 Долъжыню и шырокость шнуром назначыти.
 И чоловека можем познати по твары:
 Если в собе не маеть лишнее привары.
 Але, где цнота собе обрала оседлость,
 Там ростроп есть до всего и мужъская смелость.

- Фрагмент «Winszowanie obrania na Królewstwo Polskie» Симеона Полоцкого по поводу соглашения 1656 года об избрании сына Алексея Михайловича королём польским после смерти Яна Казимира:

 Ликуй и веселися, царю Алексею,
 Што ездец литовский властию твоею
 Щытиться и за князя великого тебе
 З веселием примует для оброны себе.